# Oak Ridge Cemetery
Der Friedhof Oak Ridge (englisch Oak Ridge Cemetery) befindet sich in der Stadt Springfield (Illinois) in den Vereinigten Staaten.
Die berühmteste Grabstelle auf dem Friedhof Oak Ridge ist das Grab des früheren US-Präsidenten Abraham Lincoln. Des Weiteren sind dort seine Frau Mary Ann Todd Lincoln sowie drei seiner vier Kinder beigesetzt. Zudem sind auf dem Friedhof eine Reihe weiterer prominenter Politiker und Personen aus Illinois beigesetzt.
Das Grab Abraham Lincolns lockt jedes Jahr zahlreiche Besucher zum Oak Ridge Cemetery, so dass der Friedhof der zweitmeistbesuchte Friedhof nach dem Nationalfriedhof Arlington in den Vereinigten Staaten ist.
Auf dem Friedhof befinden sich ebenfalls Gedenkstätten für den Koreakrieg, den Vietnamkrieg und den Zweiten Weltkrieg. Der Oak Ridge Cemetery ist seit August 1995 als Historic District im National Register of Historic Places eingetragen.

## Abraham Lincolns Grab
Am 15. April 1865, dem Todestag von Präsident Lincoln, gründeten einige Springfielder Bürger die National Lincoln Monument Association, eine Gruppe, die sich zum Ziel gesetzt hat, ein Grab oder ein Denkmal für den verstorbenen Präsidenten zu errichten.
Am 3. Mai erreichte der Leichnam Lincolns Springfield, wo er zunächst für eine Nacht im Illinois State Capitol, dem Sitz des Bundesstaatsparlaments, untergebracht wurde.
Der Leichnam wurde am folgenden Tag vorübergehend in einem Gewölbe untergebracht. Im Dezember des gleichen Jahres wurde Lincolns Sarg in ein anderes Gewölbe verbracht, dieses ist heute noch erhalten und befindet sich direkt hinter dem heutigen Denkmal.
Nach dreijähriger Bauzeit wurden 1871 der Körper Lincolns und die seiner drei Söhne in der noch unvollendeten Krypta beigesetzt.
Nach der Fertigstellung des Denkmals wurden 1874 die Gebeine Lincolns in einen Marmorsarkophag beigesetzt. Dieser befindet sich in der Mitte des Beisetzungsraumes.
Nachdem 1876 zwei Kriminelle aus Chicago bei dem Versuch gescheitert sind, die Gebeine Lincolns zu stehlen und dafür Lösegeld zu erpressen, wurden die Überreste Lincolns von der National Lincoln Monument Association an einem anderen Platz im Denkmal versteckt.
Nach dem Tod seiner Frau im Jahr 1882 wurden zunächst ihre Überreste zu denen Lincolns beigesetzt. Im Jahre 1887 wurden dann beide Körper in einem Steingewölbe unterhalb des Beisetzungsraumes beerdigt.
Das Denkmal selbst ist mit einem ca. 36 Meter hohen Obelisken versehen und innen mit Marmor aus Minnesota, Missouri, Massachusetts, Arkansas, Utah, Italien, Spanien, Frankreich und Belgien ausgekleidet.
In einem Halbkreis ringsherum um das Ehrenmal sind neun Flaggen aufgestellt. Sieben von ihnen repräsentieren die Staaten, in denen Lincoln und seine Vorfahren gelebt haben (Illinois, Kentucky, New Jersey, Pennsylvania, Virginia, Indiana und Massachusetts). Die achte und neunte Flagge sind die Nationalflagge der Vereinigten Staaten und die Präsidentenflagge. Die Inschrift „Now he belongs to the ages“ (Jetzt gehört er zur Ewigkeit), angeblich gesagt vom Kriegsminister Edwin M. Stanton nach dem Tod Lincolns, befindet sich über der US-Flagge.
Seit dem 19. Dezember 1960 ist die Grabstätte eine National Historic Landmark und wurde sechs Jahre später in das National Register of Historic Places eingetragen.

## Fotostrecke

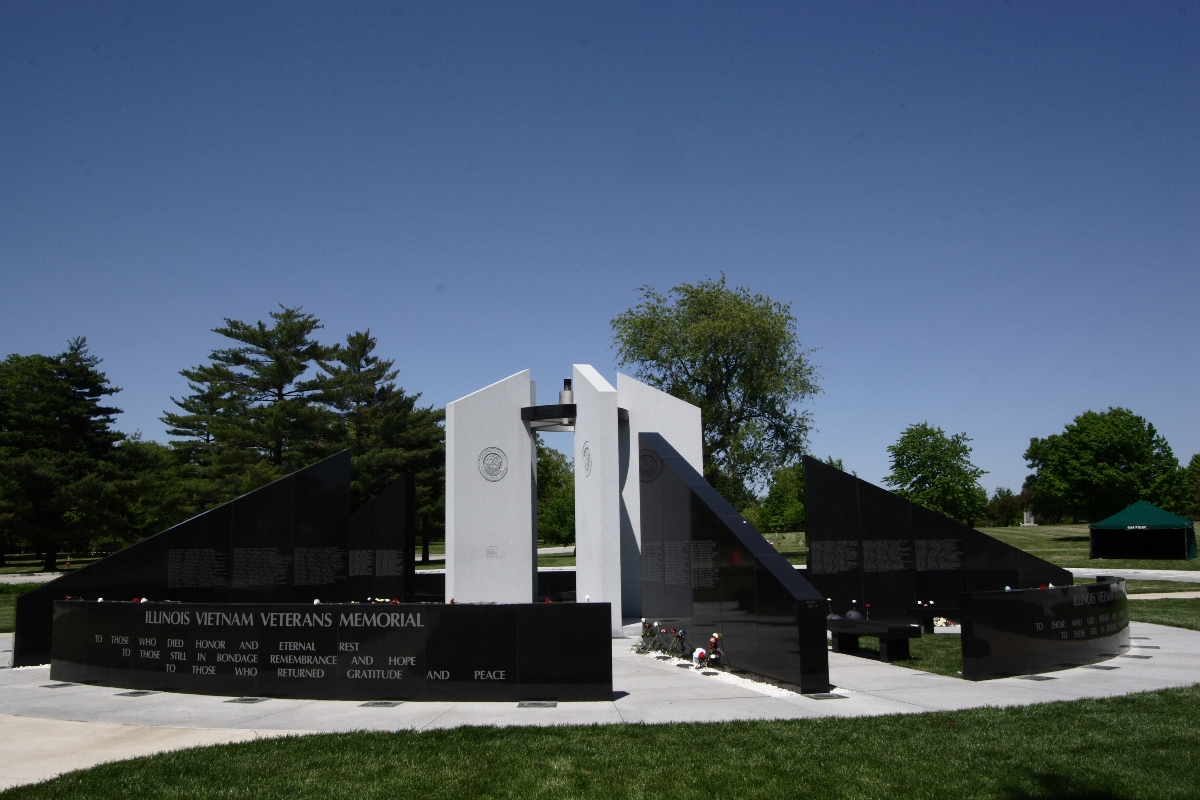
Illinois Vietnam Veteranen Mahnmal
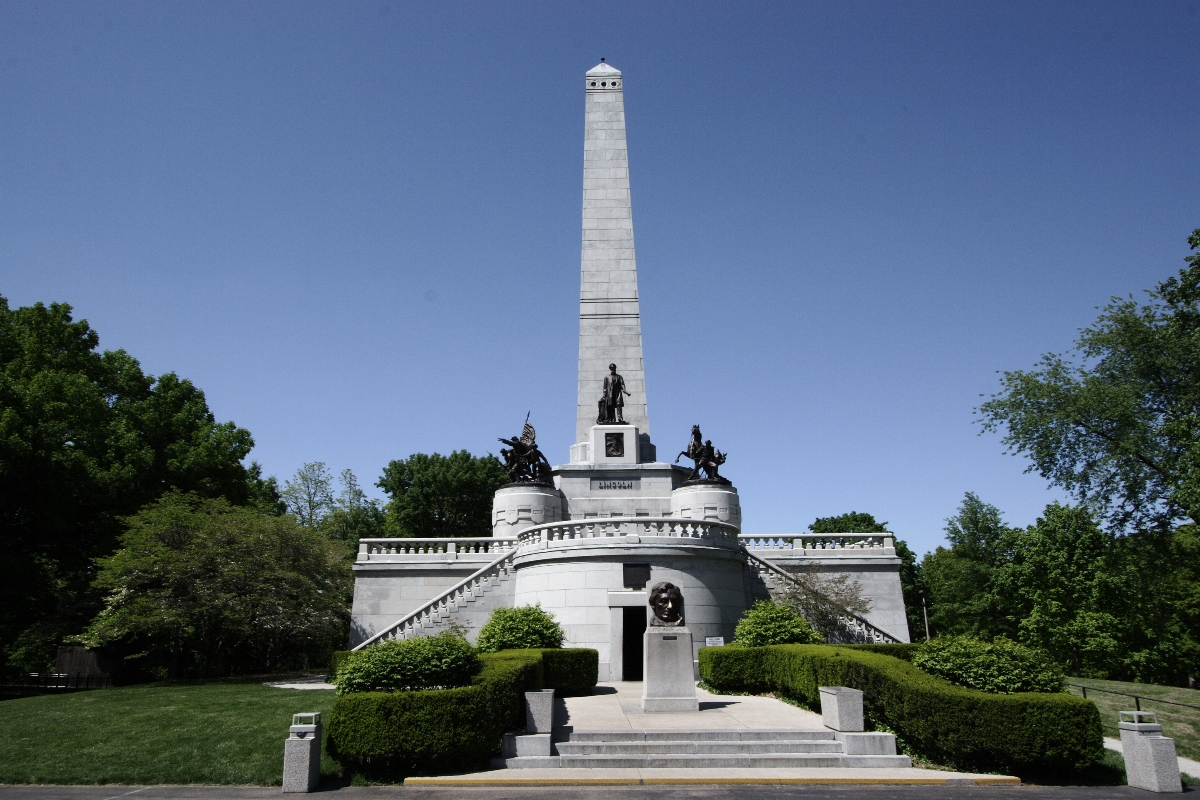
Das Grab von Abraham Lincoln
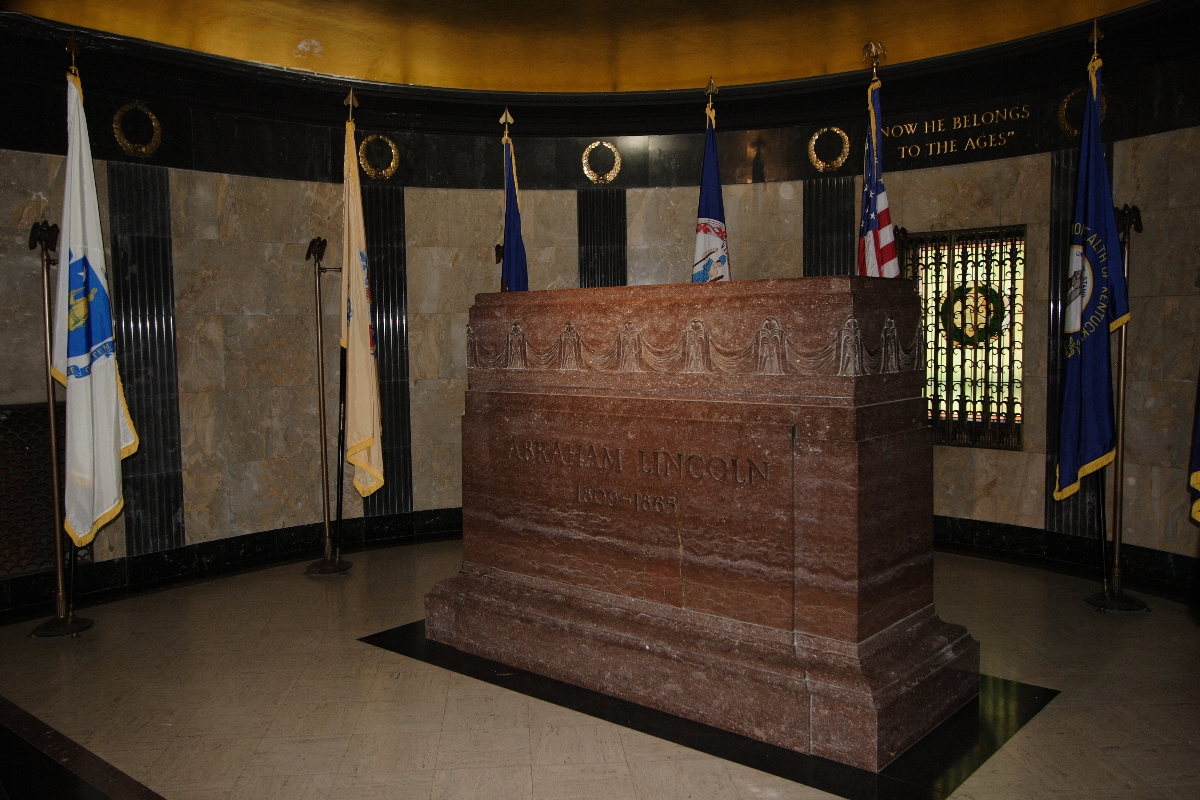
Beisetzungsraum von Abraham Lincolns Grab
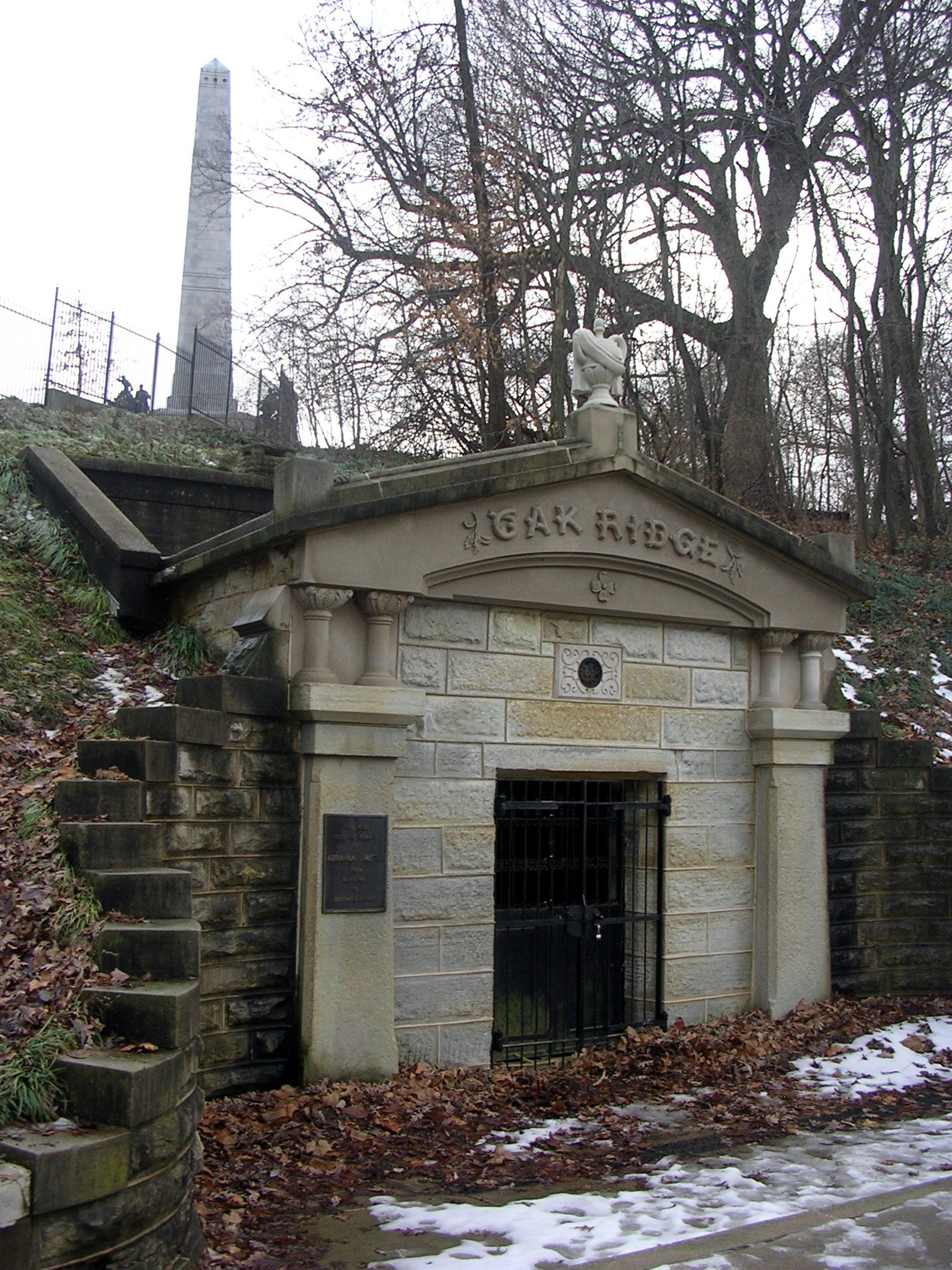
Gewölbeeingang zu Lincolns früherem Grab
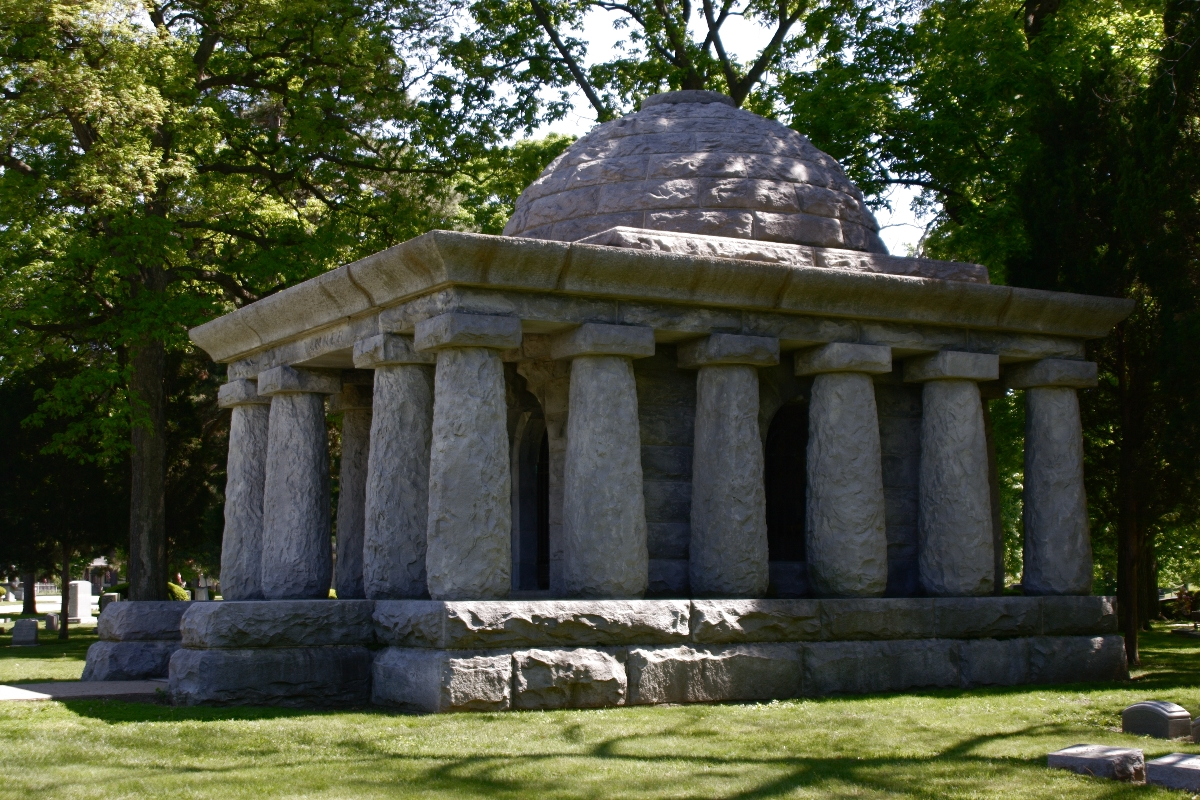
John Riley Tanners Grab (Früherer Gouverneur von Illinois)